# Organisation panaméricaine de la santé

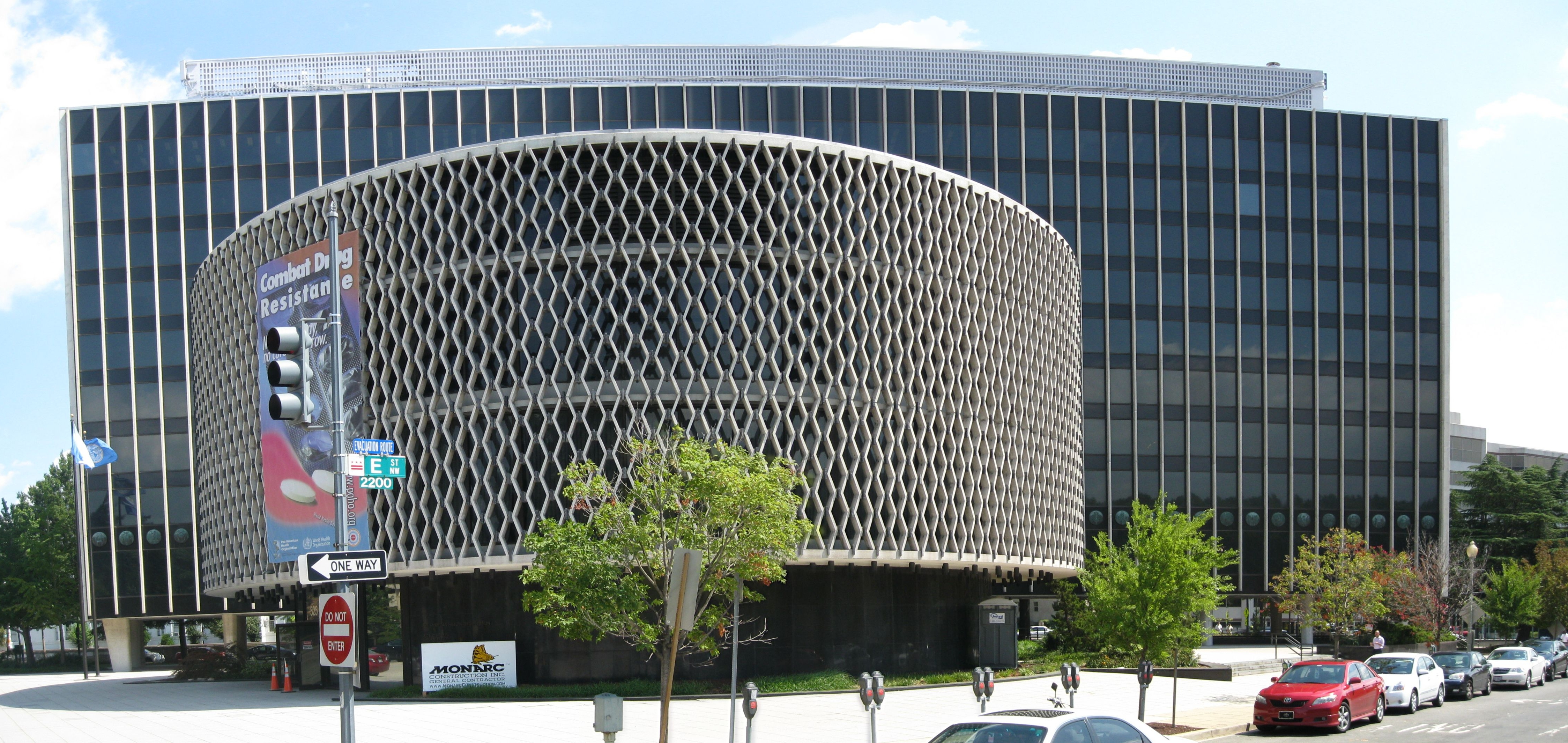
Le bâtiment de l'OPS à Washington

L'Organisation panaméricaine de la santé (OPS, en anglais Pan American Health Organization, PAHO) est une organisation de santé publique consacrée à l'amélioration des systèmes de santé, de la santé du niveau de vie des peuples du continent américain. L'organisme collabore avec les ministres de la santé des différents états membres, les gouvernements, les agences internationales et les organisations non gouvernementales. Institution de l'ONU, bureau régional américain de l'OMS et organisation pour la santé du système interaméricain, l'organisation est reconnue internationalement.

## Historique
Les origines de l'OPS peuvent être tracées jusqu'aux Conférences internationales des États américains qui, à l'image des Conférences sanitaires internationales, ont réuni plusieurs nations du continent dans la lutte contre les maladies infectieuses.
Réunis lors de la première Convention sanitaire internationale générale des républiques américaines à Washington, le 2 décembre 1902 11 représentants de pays américains forment le Bureau sanitaire international. L'organisation devient le Bureau sanitaire panaméricain, en 1923. À ce moment, le Bureau concentre la plupart de ses activités aux ports maritimes, alors des importants foyers de contamination par maladies infectieuses telles que la fièvre jaune et la peste. 
Le 14 novembre 1924, le Bureau conforme le premier accord interaméricain au sujet de la santé : le Code sanitaire panaméricain. Le document est initialement signé par 18 pays réunis à La Havane, à Cuba, lors de la Septième conférence sanitaire panaméricaine. Par la suite, le Code est souscrit par le reste des nations américaines.  
Trois ans après la fondation de l'Organisation mondiale de la santé, le Bureau est intégré à l'ONU en tant que bureau régional de l'OMS aux Amériques. Devenu organe des Nations unies, en 1950 le Bureau signe un accord avec l'Organisation des États américains pour servir en tant qu'agence sanitaire spécialisée du système interaméricain.
L'instance internationale est rebaptisée Organisation panaméricaine de la santé, en 1958.

## Description
L'OPS est basée à Washington et possède 27 bureaux nationaux et 9 centres scientifiques. Les 35 pays américains en sont membres, Porto Rico est membre associé, la France, le Royaume-Uni et les Pays-Bas sont états participants et le Portugal et l'Espagne sont états observateurs.
Le Bureau Sanitaire Panaméricain Pan American Sanitary Bureau (PASB) est le secrétariat et l'organe directeur de l'OPS, à laquelle il apporte une assistance technique. L'actuelle directrice de l'OPS, Dr Carissa F. Etienne du Commonwealth de la Dominique a été élue le 31 janvier 2013.

## Directeurs du PASB
- Dr. Walter Wyman (en) (États-Unis) : 1902 - 1911
- Dr. Rupert Blue (États-Unis) : 1912 - 1920
- Dr. Hugh Smith Cumming (États-Unis) : 1920 - 1947
- Dr. Fred Lowe Soper (États-Unis) : 1947 - 1959
- Dr. Abraham Horwitz (Chili) : 1959 - 1975
- Dr. Hector R. Acuña Monteverde (Mexique) : 1975 - 1983
- Dr. Carlyle Guerra de Macedo (pt) (Brésil) : 1983 - 1995
- Dr. George A.O. Alleyne (Barbade) : 1995 - 2003
- Dr. Mirta Roses Periago (Argentine) : 2003 - 2013[6]
- Dr. Carissa Etienne (Dominique) : 2013 - 2023[7]
- Dr. Jarbas Barbosa (en) (Brésil 2023- présent[8]

### Pages liées
- Organisation mondiale de la santé
- Organisation des Nations unies